# Brachypelma aureoceps
Brachypelma aureoceps är en spindelart som först beskrevs av Chamberlin 1917.  Brachypelma aureoceps ingår i släktet Brachypelma och familjen fågelspindlar. Inga underarter finns listade.